# Adromischus phillipsiae
Adromischus phillipsiae är en fetbladsväxtart som först beskrevs av Hermann Wilhelm Rudolf Marloth, och fick sitt nu gällande namn av Karl von Poellnitz. Adromischus phillipsiae ingår i släktet Adromischus och familjen fetbladsväxter. Inga underarter finns listade i Catalogue of Life.